# Ashraf Nu'man
Ashraf Nu'man (né le 29 juillet 1986) est un  footballeur international palestinien, jouant dans le club palestinien de Shabab Al-Khalil. Il remporte l'AFC Challenge Cup 2014, en terminant meilleur buteur du tournoi et en inscrivant le seul but de la finale. Il est le co-meilleur buteur de la Palestine avec 14 buts.